# زورپیچ
زورپیچ به احساس ناخوشایند ناکامل بودن دفع مدفوع و همچنین زور زدن و تلاش بیش از اندازه برای دفع مدفوع می‌گویند. این حالت معمولاً در کولیت عصبی، بیماری التهابی روده، کولیت زخمی، دیسانتری و چندین حالت دیگر دیده می‌شود.

## درمان
استفاده از مسکن‌ها در کنار درمان عامل زمینه‌ای درمان را تشکیل می‌دهند.